# Discomyza
Discomyza is een vliegengeslacht uit de familie van de oevervliegen (Ephydridae).

## Soorten
- D. baechlii Zatwarnicki & Mathis, 2007
- D. incurva (Fallen, 1823)
- D. maculipennis (Wiedemann, 1824)
- D. u-signata Cresson, 1926